# Ernest Magnus de Dönhoff
Ernest Magnus de Dönhoff (en polonès Ernest Magnus Denhoff i en alemany Magnus Ernst Dönhoff) era un noble germanobàltic de la Confederació de Polònia i Lituània, fill de Gerard de Dönhoff (1554-1598) i de Margarida de Sweilfeln (1560-1622). Va néixer a Parnau (Estònia) el 10 de desembre de 1581 i va morir a la ciutat polonesa de Wielewo el 18 de juny de 1642.
Va fundar la branca de Prússia Oriental de la família Dönhoff. Venia de Livònia, i al servei de Jordi Guillem de Brandenburg va establir la residència a Waldau prop de Königsberg. Va ser castlà de Pärnu des de 1635, voivoda de Parnawa, a Livònia, des de 1640, i starosta de Tartu, Telšiai i Waldau a la vall de Pregel del ducat de Prússia.

## Matrimoni i fills
El 16 de juny de 1630 es va casar a Brandenburg amb Caterina de Dohna-Lauck (1606-1659), filla de Frederic de Dohna (1570-1627) i de Maria de Rautter (1578-1626). El matrimoni va tenir quatre fills:
- Anna (1631-1687]. Casada amb Joan Segimón de Ketller (1610-1678).
- Gerard (1632-1685), casat amb Anna Beata de Goldstein (1645-1675).
- Frederic (1639-1696), casat amb Elionor Caterina de Schwerin (1646-1696).
- Ernest, mort el 1693